# Rennweg am Katschberg
Rennweg am Katschberg osztrák mezőváros Karintia Spittal an der Drau-i járásában. 2016 januárjában 1758 lakosa volt. 

## Elhelyezkedése

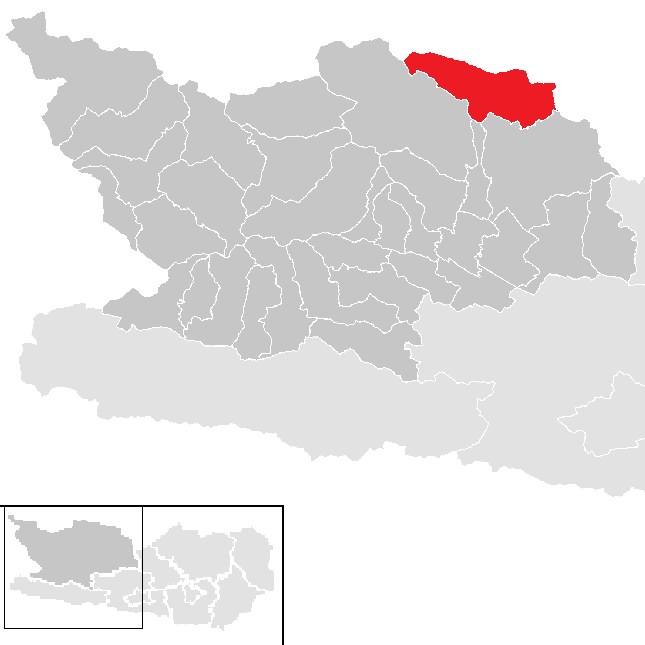
Rennweg am Katschberg a Spittali járásban

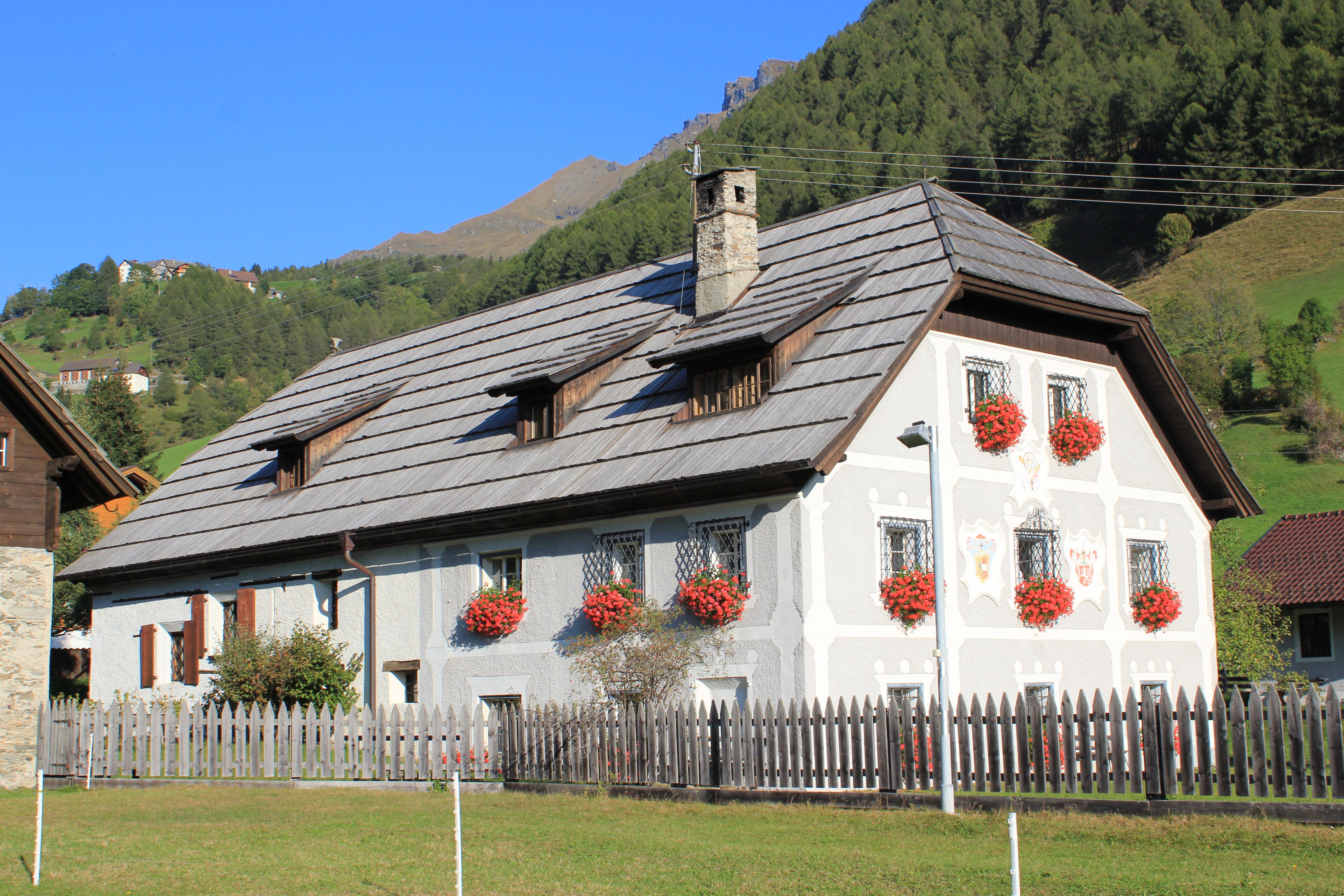
Az oberdorfi érczúzda

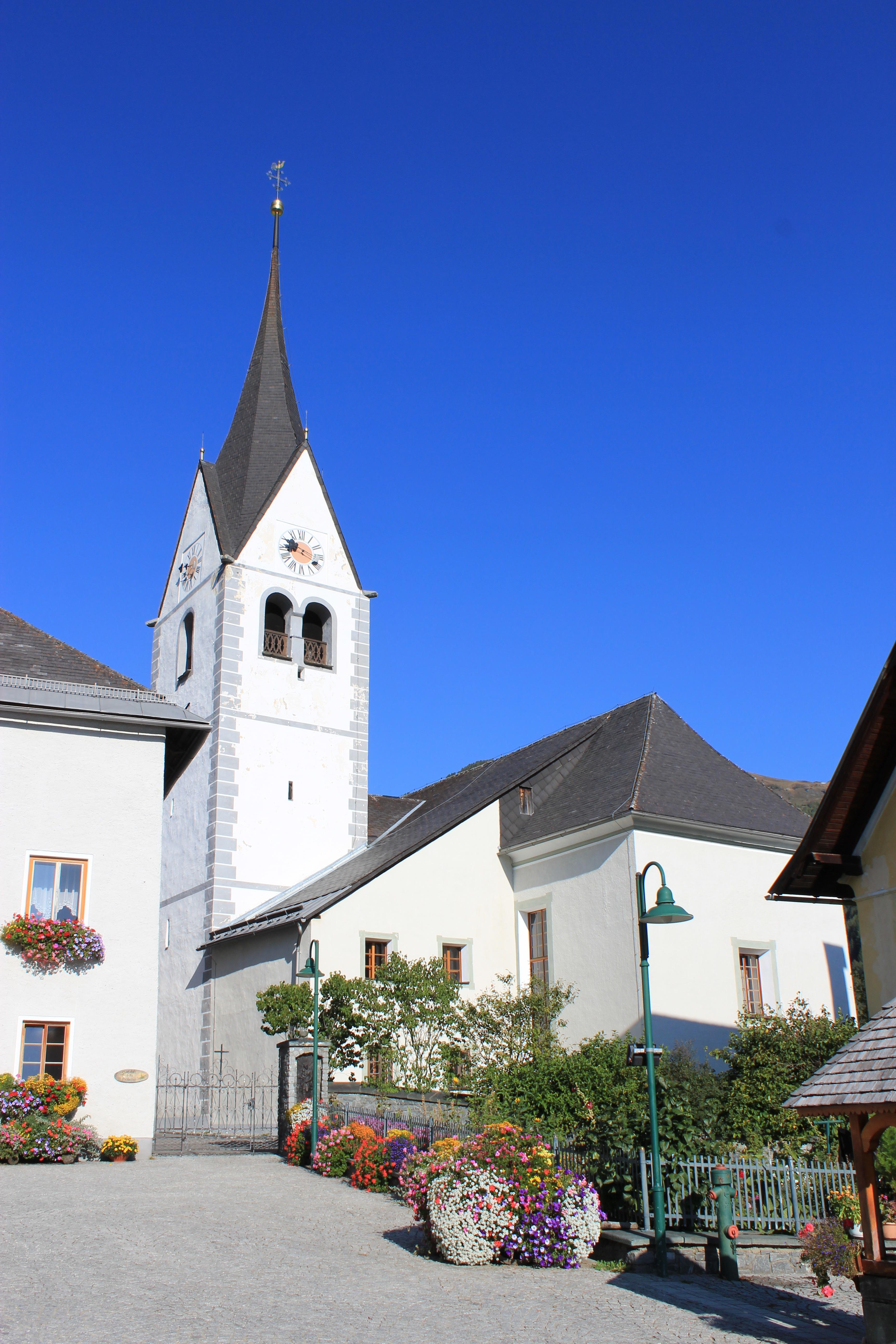
Sankt Peter temploma

Rennweg Karintia északi határán fekszik, a Lieser (a Dráva mellékfolyója) felső szakaszánál, a Katschberg-alagút déli kijáratánál. Az önkormányzat 25 falut és egyéb települést fog össze: Abwerzg (24 lakos), Adenberg (21), Angern (11), Aschbach (59), Atzensberg (65), Brugg (31), Frankenberg (79), Gries (174), Katschberghöhe (30), Krangl (145), Laußnitz (14), Mühlbach (41), Oberdorf (136), Pleschberg (22), Pölla (1), Pron (33), Rennweg (357), Ried (15), Sankt Georgen (115), Sankt Peter (248), Saraberg (25), Schlaipf (48), Steinwand (4), Wirnsberg (39), Zanaischg (24).  	 	
A környező települések: délre Krems in Kärnten és Gmünd in Kärnten, délnyugatra Malta, északnyugatra Muhr, északra Sankt Michael im Lungau, északkeletre Sankt Margarethen im Lungau, keletre Thomatal (utóbbi négy Salzburg tartományban).

## Története
A mai önkormányzat déli határán, Ried és St. Nikolai falvak között épült a 11. században (első említése 1197-ből származik) Rauchenkatsch vára, a Katsch nemzetség székhelye. A család a késő középkortól St. Peter templomában temetkezett. A terület a salzburgi érsek birtokában volt, egyes Katschok is az érsek szolgálatában álltak.
1201-ben erős földrengés rázta meg a Lieser-völgyet, feltehetően ekkor dőlt romba a vár (hamarosan újjáépült). A földrengés kiterjedt a Dráva völgyére is, Weißenstein vára is ekkor semmisült meg. 
A községi önkormányzat 1850-ben jött létre. 1868-ban Reitern és St. Nikolai katasztrális községeket a szomszédos Gmündhöz csatolták át; Rennweg területe azóta változatlan. A települést 2007-ben a tartományi tanács mezővárosi rangra emelte.

## Lakosság
A rennwegi önkormányzat területén 2016 januárjában 1758 fő élt, ami jelentős visszaesést jelent a 2001-es 2025 lakoshoz képest. Akkor a helybeliek 98,3%-a volt osztrák állampolgár. 95,7%-uk katolikusnak, 2,4% evangélikusnak, 1,2% pedig felekezeten kívülinek vallotta magát. 

## Látnivalók
- Sankt Peter Szt. Péternek szentelt plébániatemploma első említése 1184-1197 közül való. 1642-ben leégett, ezután készült el a mai főépület. Barokk főoltára a legszebb karintiai oltárok közé tartozik.
- Sankt Georgen Szt. György-temploma. Először 1351-ben említik. 1778-ban az összeomlófélben lévő épületet lebontották és újjáépítették. Tornya 1892-ben készült. Sárkányölő Szt. Györgyöt ábrázoló oltárképét Josef Meßner festette.
- az oberdorfi érczúzda

2011-ben az Entente Florale Europe Rennweget választotta Európa legszebb virágos falvának. 

## Fordítás
- Ez a szócikk részben vagy egészben  a   Rennweg am Katschberg című német Wikipédia-szócikk ezen változatának fordításán alapul.  Az eredeti cikk szerkesztőit annak laptörténete sorolja fel. Ez a jelzés csupán a megfogalmazás eredetét és a szerzői jogokat jelzi, nem szolgál a cikkben szereplő információk forrásmegjelöléseként.